# Endost

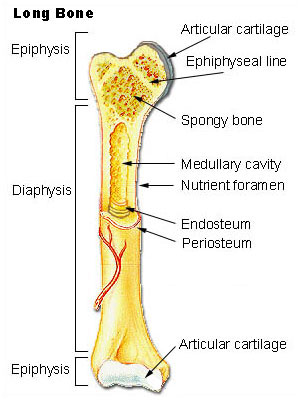
Endost na schématu dlouhé kosti

Endost či endosteum vystýlá vnitřní povrch kostních dutin.

## Stavba kosti
Kost je pojivová tkáň, která obsahuje zvápenatělou kostní matrix a tři typy buněk: osteocyty, osteoblasty a osteoklasty. Všechny buňky jsou propojeny buněčnými výběžky, které probíhají v tenkých kanálcích matrix. Tyto kanálky propojují vnitřní a zevní povrch kosti. Všechny kosti mají na vnitřním a zevním povrchu vazivovou vrstvou s osteogenními buňkami. Vnitřní vazivová vrstva se nazývá endost, vnější periost.

## Popis endostu
Endost lemuje vnitřní povrch kostí. Je tvořen tenkou vnitřní vrstvou oploštělých preosteoblastů a velmi malým množstvím vazivové tkáně, v níž se vyskytují četné drobné cévy. Endost je mnohem tenčí než periost.

## Funkce endostu
Hlavní funkcí endostu (i periostu) je výživa kostní tkáně. Je také zdrojem nových buněk - osteoblastů pro růst, přestavbu a náhradu kostní tkáně. Z těchto důvodů je při chirurgických zákrocích nezbytné periost i endost co nejvíce šetřit.